# Louis d'Aurelle de Paladines
Louis Jean-Baptiste d'Aurelle de Paladines (Le Malzieu-Ville, 9 gennaio 1804 – Versailles, 17 dicembre 1877) è stato un generale francese.

## Biografia
Louis Jean-Baptiste d'Aurelle de Paladines nacque a Le Malzieu-Ville, Lozère, e venne educato al Prytanée national militaire e alla prestigiosa Accademia Militare di St Cyr, da cui uscì nel 1824 senza però aver ottenuto alcun grado a causa della sua insubordinazione. Nominato tenente nel 1830 e capitano nel 1834, prestò servizio in Algeria tra il 1841 ed il 1848, divenendo luogotenente-colonnello e venendo nominato ufficiale della Legion d'Onore; prese parte alla campagna per la repressione della Repubblica romana del 1849 e in quella occasione ottenne il grado di colonnello.
Appoggiò il colpo di Stato del 2 dicembre 1851 di Luigi Bonaparte e come ricompensa fu nominato generale di brigata. Durante la Guerra di Crimea del 1853-56 fu promosso generale di divisione e commendatore della Legion d'Onore. Nella campagna dell'esercito francese in Lombardia, nel 1859, Aurelle de Paladine prese il comando della 9ª divisione a Marsiglia, incaricata dei rifornimenti, e nel 1868 ottenne il rango di grand'ufficiale e di gran croce della Legion d'Onore.
Messo in riserva nel 1869, venne richiamato al comando della piazza di Marsiglia allo scoppio della Guerra franco-prussiana del 1870. Dopo la prima presa di Orléans da parte dei tedeschi, nell'ottobre del 1870 venne posto dal governo di Difesa nazionale al comando dell'armata della Loira, in sostituzione del generale Joseph-Édouard de La Motterouge. Nell'addestramento delle truppe a Salbris si distinse per certi suoi comportamenti crudeli, facendo giustiziare numerosi soldati allo scopo di «rinforzare la disciplina».
Ricevuto l'ordine di liberare Orléans, dopo aver tergiversato per due settimane, con forze tre volte superiori attaccò i prussiani a Coulmiers e, pur subendo più perdite rispetto a quelle dei nemici, li costrinse a evacuare Orleans. Tuttavia non approfittò del successo e subì il contrattacco delle truppe prussiane: dopo le sconfitte rimediate a Beaune-la-Rolande e a Orleans, dovette ritirarsi costringendo anche la delegazione governativa a rifugiarsi, il 9 dicembre 1870, da Tours a Bordeaux.
Accusato d'incapacità, fu sostituito dal generale Alfred Chanzy e si ritirò a vita privata a Belley. Fu richiamato nel gennaio del 1871 per essere messo a capo della Guardia nazionale di Parigi durante l'assedio della Capitale francese.
L'8 febbraio 1871 venne eletto all'Assemblea Nazionale, in rappresentanza dei dipartimenti di Allier e Gironde, e partecipò con altri quattordici ufficiali ai negoziati di pace tra la Francia e la Germania.
Il 18 marzo dello stesso anno, a seguito della sollevazione comunarda, fu costretto a fuggire da Parigi e si rifugiò a Versailles. Gli fu allora concesso il comando della legione di stanza a Bordeaux, ma si ritirò definitivamente dal servizio militare nel 1872, pubblicando La Première armée de la Loire per difendersi dalle accuse di incapacità rivoltegli da Charles de Freycinet nel libro La guerre en province pendant le siège de Paris.
Nominato senatore a vita nel 1875, appoggiò il partito monarchico. Morì nel 1877.

## Scritti
- La Première armée de la Loire, Paris, Plon, 1872